# フラワーリングハート
『フラワーリングハート』（플라워링 하트、Flowering Heart）は、日韓合作による韓国のテレビアニメ作品。製作は韓国のIconix Entertainment。各話とも15分番組として制作され、2話ごとに1つのエピソードとなる構成である。第1期（シーズン1）は2016年2月から2016年5月まで、韓国のEBSにて週2話ずつ、13エピソード・全26話が放送され、2016年の韓国政府文化体育観光部長官表彰でキャラクター部門優秀賞を受賞した。続編として2017年5月から11月まで第2期（シーズン2）が放送された。

## 概要
ポンポン ポロロなどの3Dアニメ作品を主力とする韓国のIconix Entertainmentが、太極千字文以来9年ぶりに制作した2Dアニメーション。監督は『FAIRY TAIL』シリーズなどで知られる日本の石平信司が務め、アニメーション制作にも『FAIRY TAIL』の第2期にてアニメ制作を担当した日本のブリッジが参加している。監督の石平によると、シーズン1においては2016年3月時点で日本語版の収録を終えているとのことだが、日本での放送はシーズン2が終了した2017年11月になっても未だに実施されていない。
魔法界のフラワーリング王国の２人の王子の確執を背景に、人間界で普通の女の子たちが魔法の力でさまざまな職業に変身しながら人々の悩みを解決していく過程を描いた魔法少女アニメである。制作当初に発表されたタイトルは「フローリングハート（플로링 하트）」だったが、国立国語院の外来語表記法規定に則り「フラワーリングハート（플라워링 하트）」に変更された。

## 登場人物

### 主要人物
ジン・アリ
声 - ソヨン / 変身前（１期）:チェ・ダイン
主人公。コンマンウル初等学校の5年1組に通う女の子。12歳（数え年）。シンボルフラワーは、ピンクのツツジ。おしゃれが大好き。また、困った人を助けたいという優しい心を持っており、親友のスハやミンと一緒に新しい放課後活動として「悩み相談部」を立ち上げる。路上で倒れていた翼の付いたハムスターを拾い、トゥンイと名づけて自分の部屋で飼うようになる。他に、ハッピーという名のポメラニアンも飼っている。トゥンイが持っていた魔法の指輪の力でさまざまな職業に変身できるようになり、その能力を人助けに活用していく。
ウ・スハ
声 - チョン・ヒェウォン / 変身前（１期）:ヤン・セナ
アリの親友でクラスメイト。12歳（数え年）。シンボルフラワーは、忘れな草。眼鏡を掛けた優等生。第3話から魔法の指輪が手に出現し、変身できるようになる。
ソヌ・ミン
声 - キム・ウナ　/ 変身前（１期）:キム・ジェウン
アリの親友でクラスメイト。12歳（数え年）。シンボルフラワーは、タンポポ。スポーツ大好き少女。５人兄弟の長女。第3話から魔法の指輪が手に出現し、変身できるようになる。
シュエル
声 -  ヤン・ジョンファ / 変身前（１期）:エスター
チェス王子の元婚約者。第5話から登場。チェス王子がフラワーリング王国から姿を消したため、カンナビス王妃の命令により、改めてトランプ王子の婚約者に選定され、トランプ王子の「絶望エナジー」集めを手伝う使命を与えられて、人間界に送り込まれる。
チェス王子（トゥンイ）
声 - オム・サンヒョン / トゥンイ変身時：チョン・テヨル
魔法界のフラワーリング王国の第1王子。17歳（数え年）。人間界から「絶望エナジー」を集めて魔法界の均衡を保とうとする継母のカンナビス王妃に反対し、「希望エナジー」を集めるべきだと主張したため、王妃が差し向けた兵士に追われて崖から落とされ、さらに王妃の呪いによって太っている上に翼の付いたハムスターの姿に変えられ、人間界に追放される。その状態でアリに拾われ、以後、アリの部屋で飼われるようになる。アリたちが「希望エナジー」を集めると、一時的に本来の姿に戻れる。
トランプ王子
声 - シン・ヨンウ
魔法界のフラワーリング王国の第2王子。13歳（数え年）。コンマンウル初等学校の6年生。幼い頃に実の母であるカンナビス王妃によって人間界に追放され、その後は母に言われるがまま、使い魔の猫のマオと一緒に人間界で「絶望エナジー」を集めていた。チェスがフラワーリング王国から追放されたことにより、王位継承のチャンスが到来。

### その他
ナ・ギチャン
声 - イ・ジョンウォン
アリのクラスメイトの男子。何かとアリにちょっかいを出してくる悪童。漫画風の絵を描くのが得意。

## スタッフ
- 企画 - チェ・ジョンイル
- 総監督 - イ・ウジン
- 監督 - 石平信司
- 責任プロデューサー - チョン・ヨンホン
- プロデューサー - キム・ドンヨル、カン・シニュ、キム・ジュス、チョン・ジュヨン
- シリーズ構成 - イ・ウジン（※ノンクレジット）
- キャラクターデザイン - Nardack（キム・ウンヘ）、チャプサル仮面（ノ・ジェウク）、Nokcy（キム・ミンジェ）、ZIS（クォン・イェスル）、Tyuh（ソ・ヨンジュ）、SALT（チョン・ヘソン）、飯塚正則、中山初絵
- 総作画監督 - 飯塚正則
- 小物デザイン - 今石進
- 背景デザイン - 工藤由美
- アートディレクター - ホ・チャン、イ・ヘウォン
- 色彩設計 - 川上良美
- 撮影監督 - ソン・ヒョンデ（T2スタジオ）
- 編集 - 辺見俊夫（JAY FILM）
- HDコーディネーター - IMAGICA
- 音楽 - トン・ミノ
- 音響効果 - キム・ジヒ
- 音響制作 - サウンドチーム・ドンファン（山田陽）
- 音響製作担当 - サウンドチーム・ドンファン（山本佐貴）
- アニメーション制作 - DR MOVIE、Busan DR
- アニメーション制作責任 - ブリッジ （飯島弘志）
- アニメーション制作協力 - サンライズ （佐藤弘幸）
- アニメーション制作投資 - KT（第1話 - 第2話）→KT-ミシガングローバルコンテンツファンド（第3話 - 第26話）
- 製作 - アイコニックス、EBS、ミミワールド

## 放映リスト
2016年（シーズン1）
| 回 | 放映日  | 原題（日本語訳）                                     | 変身形態（変身者）                                            | 救援対象                               | 絶望エナジー発生地点               |
| -- | ------- | ---------------------------------------------------- | ------------------------------------------------------------- | -------------------------------------- | ---------------------------------- |
| 1  | 2月29日 | 두근두근 첫 만남（ドキドキの出会い）                 | 小学校教師（アリ）                                            | アン・ヨリン先生                       | コンマンウル初等学校               |
| 2  | 3月1日  | 내가 어른이 된 거야?（私、大人になったの？）         | 小学校教師（アリ）                                            | アン・ヨリン先生                       | コンマンウル初等学校               |
| 3  | 3月7日  | 사라진 아이돌（消えたアイドル）                      | なし                                                          | ライラ                                 | 野外コンサート会場付近             |
| 4  | 3月8日  | 다시찾은 빛나는 별（再び訪れた輝く星）               | アイドル（アリ、スハ、ミン）                                  | ライラ                                 | 野外コンサート会場付近             |
| 5  | 3月14日 | 절망의 다이어트（絶望のダイエット）                  | ヘルストレーナー（ミン）                                      | パク・ジュヨン                         | コンマンウル初等学校               |
| 6  | 3月15日 | 진정한 아름다움（本当の美しさ）                      | ヘルストレーナー（ミン） ファッションコーディネーター（アリ） | パク・ジュヨン                         | コンマンウル初等学校               |
| 7  | 3月21日 | 우리 엄마는 부재중（私の母は不在中）                 | インターン（シュエル）                                        | チェ・ソンフィ                         | チェ・ソンフィの会社               |
| 8  | 3月22日 | 엄마 아빠의 꿈（ママとパパの夢）                     | インターン（アリ、スハ）                                      | チェ・ソンフィ                         | チェ・ソンフィの会社               |
| 9  | 3月28日 | 은반위의 시든꽃（銀盤の上に枯れた花）                | フィギュアスケート選手（シュエル）                            | イ・ハウン                             | コンマンウルアイスリンク           |
| 10 | 3月29日 | 다시 한번 트리플 점프!（もう一度トリプルジャンプ！） | フィギュアスケート選手（アリ）                                | イ・ハウン                             | コンマンウルアイスリンク           |
| 11 | 4月4日  | 고민 상담부의 첫 여행（悩み相談部の初旅行）          | スチュワーデス（アリ）                                        | ソヌ・ラン                             | 航空機内                           |
| 12 | 4月5日  | 하늘의 영웅（空の英雄）                              | スチュワーデス（アリ）                                        | ソヌ・ラン                             | 航空機内                           |
| 13 | 4月11日 | 제주도의 푸른바다（済州島の青い海）                  | 大人の海水浴客（シュエル）                                    | シン・ソミ                             | 済州島の海岸付近                   |
| 14 | 4月12日 | 해변의 입맞춤（ビーチのキス）                        | 大人の海水浴客（シュエル） 海上救助隊（スハ、ミン）           | シン・ソミ                             | 済州島の海岸付近                   |
| 15 | 4月18日 | 흔들린 우정（揺れる友情）                            | なし                                                          | アリ                                   | なし                               |
| 16 | 4月19日 | 슈엘 구출작전（シュエル救出作戦）                    | 婦人警官（アリ） 科学捜査官（スハ） 白バイ警官（ミン）        | シュエル                               | なし                               |
| 17 | 4月25日 | 도전! 주부 생활（挑戦！主婦の生活）                  | ベビーシッター（アリ） 整理収納の専門家（スハ）               | ソヌ・ミン                             | ソヌ・ミンの家                     |
| 18 | 4月26日 | 트럼프의 마음（トランプの心）                        | ベビーシッター（アリ） 整理収納の専門家（スハ）               | ソヌ・ミン                             | ソヌ・ミンの家                     |
| 19 | 5月2日  | 놀이공원 데이트（遊園地デート）                      | 電気技術者（シュエル）                                        | なし                                   | なし                               |
| 20 | 5月3日  | 위기의 대관람차（危機の大観覧車）                    | 電気技術者（シュエル） 消防士（スハ、ミン）                   | アリ、トランプ、その他の大観覧車の乗客 | 遊園地                             |
| 21 | 5月9日  | 고백데이 프로젝트（告白デープロジェクト）            | シェフ（ミン） フローリスト（スハ）                           | アリ                                   | なし                               |
| 22 | 5月10日 | 왕자님의 첫사랑（王子様の初恋）                      | シェフ（ミン） フローリスト（スハ）                           | アリ                                   | なし                               |
| 23 | 5月16日 | 주인을 찾습니다.（所有者を検索します。）             | トリマー（アリ） 獣医（スハ） 動物心理学者（ミン）            | 遺棄犬たち                             | 遺棄犬保護センター                 |
| 24 | 5月17日 | 마음까지 치료해드립니다.（心まで治療致します。）     | トリマー（アリ） 獣医（スハ） 動物心理学者（ミン）            | 遺棄犬たち                             | 遺棄犬保護センター                 |
| 25 | 5月23日 | 희망과 절망 사이（希望と絶望の間）                   | なし                                                          | アリ、ハッピー                         | コンマンウル動物メディカルセンター |
| 26 | 5月24日 | 우정의 불꽃놀이（友情の花火）                        | なし                                                          | アリ、ハッピー                         | コンマンウル動物メディカルセンター |